# Os 50 Melhores Restaurantes no Mundo
The World's 50 Best Restaurants é uma lista produzida pela revista britânica Restaurant, com base em uma pesquisa internacional de chefs de cozinha, donos de restaurantes, gourmands e críticos. Além do principal ranking, o "Chef's Choice" é uma lista baseada em votos de cinquenta chefes de restaurantes em relação ao ano anterior. Os melhores restaurantes são, muitas vezes, os precursores da gastronomia molecular. A maioria dos restaurantes servem alta cozinha, que é caracterizada por um meticuloso cuidado, preparo e apresentação dos alimentos.
O primeiro lugar da lista, tem sido dominado pelo elBulli e pelo Noma. Em 2002 e de 2006 a 2009, o restaurante espanhol elBulli estava determinado a ser o melhor restaurante do mundo, ganhando mais vezes do que qualquer outro restaurante. Em 2010, o Noma recebeu o primeiro lugar do prêmio. Ele foi mantido em 2011 e novamente em 2012. Depois de defender o seu título pela terceira vez, o chefe Rene Redzepi, disse que 1.204 clientes ficaram na lista de espera para a noite, em comparação aos 14 clientes dois anos antes. No Entanto, em 2013, El Celler De Can Roca, assumiu a primeira posição e o Noma se recuperou em 2014. O Eleven Madison Park, em Nova Iorque, é o atual restaurante de topo  e o primeiro restaurante americano no topo da lista desde Thomas Keller com o "The French Laundry" em 2004.

## Ranking 2016
| Posição | Restaurante           | Região    |
| ------- | --------------------- | --------- |
| 1       | Eleven Madison Park   | Nova York |
| 2       | Osteria Francescana   | Modena    |
| 3       | El Celler de Can Roca | Girona    |
| 4       | Mirazur               | Menton    |
| 5       | Central               | Lima      |
| 6       | Asador Etxebarri      | Axpe      |